# Jacqueline Meulman

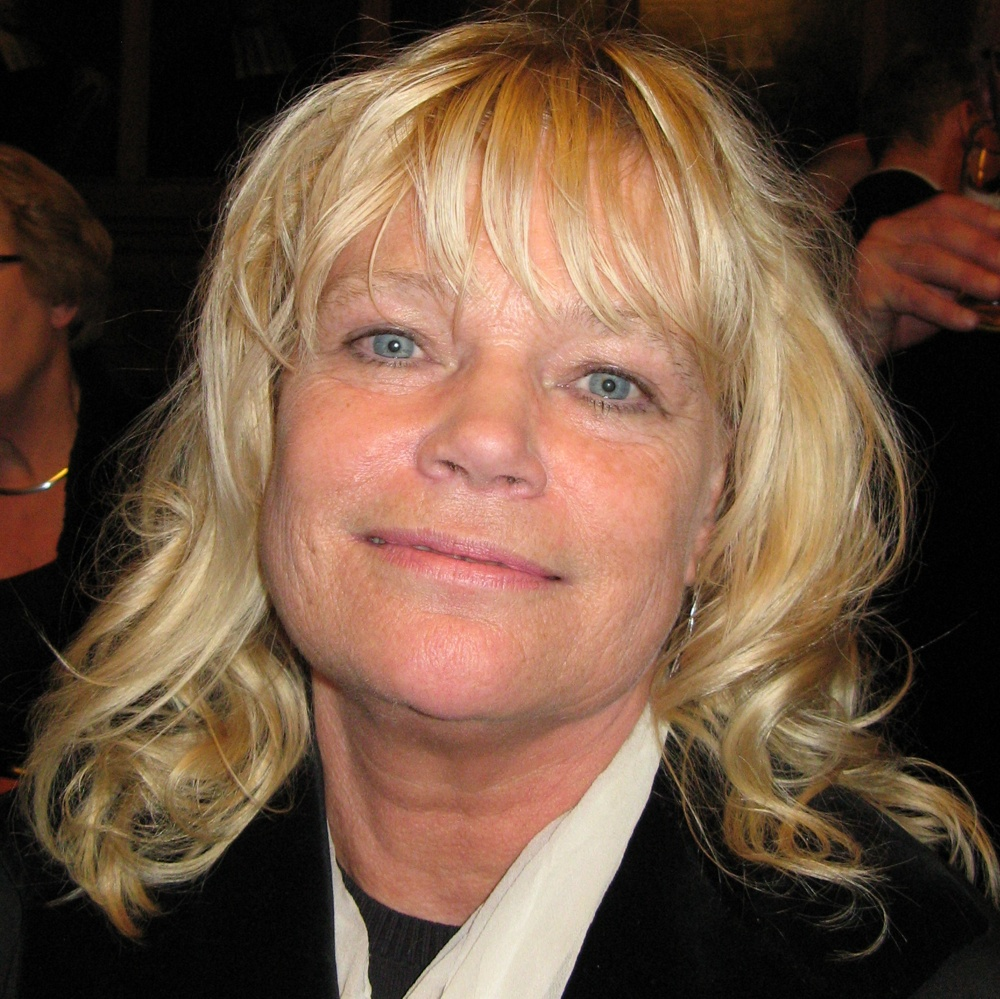
Jacqueline Meulman, 2009

Jacqueline Jacinthe Meulman (Den Haag, 7 juli 1954) is een Nederlands statisticus en hoogleraar toegepaste statistiek aan de Universiteit Leiden.

## Levensloop
Meulman studeerde Mathematische Psychologie en Data Theorie in Leiden tot 1981 en promoveerde in 1986 in de Data Theorie op het proefschrift A distance approach to nonlinear multivariate analysis (promotoren: Jan de Leeuw en John P. van de Geer). Zij was consultant bij Bell Telephone Laboratories in Murray Hill, NJ, van 1982-1983.
Naast haar functie als Universitair Hoofddocent bij de Interfacultaire Vakgroep Data Theorie van de Universiteit Leiden, was ze van 1993-1999 Adjunct Professor aan de Universiteit van Illinois te Urbana-Champaign. In 1998 werd ze benoemd als Hoogleraar Toegepaste Data Theorie aan de Universiteit Leiden. Vanaf 2009 is zij Hoogleraar Toegepaste Statistiek aan het Mathematisch Instituut in Leiden. Momenteel is ze ook aangesteld als Adjunct Professor bij het Department of Statistics van Stanford University.
Meulman heeft diverse onderscheidingen ontvangen, waaronder een vijfjarig "fellowship" van de KNAW in 1987, de J.C. Ruigrok prijs van de Koninklijke Hollandsche Maatschappij der Wetenschappen in 1991, een Fulbright Award in 1992, en een PIONIER subsidie van de Nederlandse Organisatie voor Wetenschappelijk Onderzoek (NWO) in 1994. In 2001 werd ze gekozen tot voorzitter van de Internationale Psychometric Society, en sinds 2002 is ze lid van de Koninklijke Nederlandse Akademie van Wetenschappen (KNAW). Van 2011-2017 was zij voorzitter van de Nederlandse Vereniging voor Statistiek en Operations Research (VVS). Zij is een gekozen lid van het International Statistical Institute (ISI) sinds 1996, en zij werd gekozen als lid van de Koninklijke Hollandsche Maatschappij der Wetenschappen in 2015. Sinds 2021 is Meulman met emeritaat.

## Werk
Meulmans onderzoeksinteresse ligt op het gebied van de toegepaste statistiek en data science, en haar werk omvat onder andere de ontwikkeling van nieuwe statistische methoden met toepassing in de gedragswetenschappen en de levenswetenschappen.
Sinds de jaren negentig leidt ze in Leiden het software project CATEGORIES van IBM SPSS Statistics waarin software ontwikkeld wordt voor optimal scaling technieken waaronder regularized multiple regression, principal components analysis, correspondence analysis, multidimensional scaling en unfolding. Aan de Universiteit Leiden is zij opleidingsdirecteur van het eerste masterprogramma voor toegepaste statistiek (Statistical Science) in Nederland binnen een Faculteit van Wiskunde en Natuurwetenschappen.
Zij is mede-oprichter en co-director van het Leiden Centre of Data Science (LCDS).
Verder is Meulman lid van de redactie van verschillende tijdschriften, waaronder de Journal of Classification sinds 1990, en de British Journal of Mathematical and Statistical Psychology sinds 1996.

## Publicaties
Meulman publiceerde verschillende boeken en artikelen op het gebied van de statistiek en haar toepassingen.
Boeken, een selectie:
- 1986. A distance approach to nonlinear multivariate analysis. PhD Thesis, Leiden University: DSWO Press.
- 1990. Albert Gifi Nonlinear Multivariate Analysis (Eds. W.J. Heiser, J.J. Meulman, G. van der Berg). New York: Wiley.
- 2001. Combinatorial Data Analysis: Optimization by Dynamic Programming. With Lawrence Hubert and Phipps Arabie. SIAM Monographs on Discrete Mathematics and Applications. Philadelphia: SIAM.
- 2001. SPSS Categories 11.0. With Willem J. Heiser. Chicago: SPSS, 2001.
- 2006. The Structural Representation of Proximity Matrices with MATLAB. With Lawrence Hubert and Phipps Arabie. ASA-SIAM Series on Statistics and Applied Probability. Philadelphia: SIAM.

Artikelen, een selectie:
- Meulman, J.J. (1992). The integration of multidimensional scaling and multivariate analysis with optimal transformations. Psychometrika, 57, 539-565.
- Friedman, J.H. and Meulman, J.J. (2003). Prediction with multiple additive regression trees with application in epidemiology. Statistics in Medicine, 22, 1365-1381.
- Meulman, J.J. (2003). Prediction and Classification in Nonlinear Data Analysis: Something old, something new, something borrowed, something blue. Psychometrika, 68, 493-517.
- Friedman, J.H., and Meulman, J.J. (2004). Clustering objects on subsets of attributes (with discussion).Journal of the Royal Statistical Society, Series B (Statistical Methodology), 66, 815-849.
- Meulman, J.J., Van der Kooij, A.J., and Heiser, W.J. (2004). Principal Components Analysis with Nonlinear Optimal Scaling Transformations for Ordinal and Nominal Data. In: D. Kaplan (ed.), Handbook of Quantitative Methods in the Social Sciences, (pp. 49–70). Newbury Park, CA: Sage Publications.
- Linting, M., Meulman, J.J., Groenen, P. J., and van der Koojj, A. J. (2007). Nonlinear principal components analysis: introduction and application. Psychological methods, 12, 336-358.
- Linting, M., Meulman, J.J., Groenen, P.J., and Van der Kooij, A.J. (2007). Stability of Nonlinear principal components analysis: An empirical study using the balanced bootstrap. Psychological Methods, 12, 359-379.
- Meulman, J.J., Van der Kooij, A.J. and Duisters, K.L.W. (2019). ROS Regression, the integration of regularization and regression with optimal scaling.